# Microsociologia
La microsociologia és un dels principals nivells d'anàlisi (o focus) de la sociologia, pel que fa a la naturalesa de les interaccions socials humanes quotidianes i de l'agència a petita escala: cara a cara.
La microsociologia es basa en l'anàlisi interpretativa subjectiva més que en l'observació estadística o empírica, i comparteix una estreta associació amb la filosofia de la fenomenologia. Els mètodes inclouen l'interaccionisme simbòlic i l'etnometodologia; l'etnometodologia en particular ha donat lloc a moltes subdivisions acadèmiques i estudis com ara la investigació microlingüística i altres aspectes relacionats amb el comportament social humà.
La macrosociologia, en canvi, es refereix a l'estructura social i als sistemes més amplis.

## Concepte
La microsociologia és l'estudi dels vincles socials elementals. Es tracta, doncs, de l'anàlisi del nivell més petit d'acció social. Georg Simmel parla en aquest sentit de «fenòmens microscòpics», que viuen els agents socials, com tenir un secret, o fins i tot viure una amistat. Es tracten les qüestions de la relació amb l'obediència, així com la lleialtat i la confiança.
En A Soziologie, publicat el 1908, Simmel pretén classificar i categoritzar diverses formes de relacions socials, com ara l'aïllament, el contacte, la superordinació, la subordinació, l'oposició, la persistència o la continuïtat del grup social, la diferenciació social i la integració. Tots aquests temes poden ser tractats per la microsociologia en la mesura que posen els actors socials cara a cara amb ells mateixos a petita escala.
La microsociologia es presta més a l'observació que a l'estudi estadístic. La naturalesa «micro» de la disciplina dificulta la compilació d'estadístiques i la compilació de respostes als qüestionaris d'enquesta. La seva font teòrica és la fenomenologia. La microsociologia engloba enfocaments coneguts com a interaccionisme simbòlic i etnometodologia. Hi ha uns quants estudis segons el constructivisme.
L'etnometodologia va ser desenvolupada per Harold Garfinkel (i més tard enriquida per altres) per conèixer la forma de vida de les persones i entendre el seu món social. Aquest enfocament també va aportar una dimensió addicional entre els estudis de psicologia i sociologia. Se centra més en la interacció individual i en grups reduïts, que no pas en el gran grup social.
En paraules del mateix Paul Mus, la «microsociologia» no és el poble versus l'estat, sinó una sociologia que encara no té valoracions i estadístiques, una sociologia dels noms propis, del «tu» i del «jo», una sociologia que encara no és geomètrica i cristal·lina.

## Teoria
La microsociologia existeix tant com un terme paraigua per a les perspectives que se centren en l'agència, com la teoria de l'acció social de Max Weber, i com un conjunt de tècniques diferents, especialment en la sociologia estatunidenca.
El terme va ser concebut per Georges Gurvitch l'any 1939, manllevant el terme de la microfísica i fent referència a la naturalesa irreductible i inestable de les formes quotidianes de socialitat. També va proporcionar una dimensió addicional entre els estudis de psicologia social, sociologia i antropologia social, centrant-se més en la interacció individual i en el pensament dins dels grups, en comptes de només un grup social o un comportament social gran. A nivell «micro», l'estatus social i els rols socials són els components més importants de l'estructura social.
La microsociologia forma una perspectiva important en molts camps d'estudi, inclosos els estudis psicosocials moderns, l'anàlisi conversacional i la interacció home-ordinador.
La microsociologia continua tenint una profunda influència en la investigació en tots els camps humans, sovint amb altres noms.

## Competències dels marcs de referéncies
Alguns han considerat que la interacció cara a cara es pot estudiar d'almenys tres maneres diferents (si es superposen): psicologia; intersubjectivitat; i microsociologia.
No obstant això, Erving Goffman va veure una tensió central entre els enfocaments durkheimians i els extrets de l'etologia, especialment pel que fa al ritual interpersonal; mentre que els seus seguidors han vist en una microsociologia durkheimiana la clau per a la comprensió de la societat social a gran escala i també del conflicte. Les teories d'Erving Goffman sobre la interacció social van desafiar altres sociòlegs a reorientar el seu focus cap als aspectes qüestionables del comportament social.
Contràriament a la teoria d'Erving Goffman, Émile Durkheim creia que els principis metodològics avançats haurien de guiar els sociòlegs i que haurien d'investigar els fets socials.

## Influències
Jean-Paul Sartre, en el seu treball sobre la fenomenologia de la dinàmica social, Critique de la raison dialectique, escrit a finals de la dècada del 1950, anomenava la microsociologia l'única teoria vàlida de les relacions humanes. Jürgen Habermas i Pierre Bourdieu són dos teòrics més recents que han fet un bon ús dels conceptes microsociològics en les seves obres.
El famós psiquiatre Ronald David Laing, va estar molt influenciat per les idees de Garfinkel sobre les «cerimònies de degradació».
Un altre escriptor/polímat anglès famós que està molt influenciat per les idees d'estudiar les minuciositats de l'acció social humana és Jonathan Miller.

## Treball social (humanista)
Temes clau, categories i principis de la microsociologia, com ara les relacions humanes, la interacció cara a cara, l'anàlisi interpretativa/qualitativa, l'apego i l'empatia, l'anàlisi a nivell «micro», el comportament humà, la microcomunitat, la vida humana quotidiana, el context humà, i la microcultura centrada en l'agència, han influït i influeix encara avui en la teoria i pràctica del treball social, tenint un paper crucial en l'aparició del treball social humanista (Petru Stefaroi), com a resposta al treball social estructural i sistèmic, que teòricament s'origina de la macrosociologia de la mesosociologia.
És per això que Malcolm Payne considera la microsociologia una font teòrica-metodològica fonamental d'aquesta orientació postmoderna i innovadora des del treball social contemporani, especialment de la pràctica humanista del treball social.

## Investigacions
La recerca comença avaluant la vida social dels individus amb l'objectiu de mostrar la relació recíproca entre esdeveniments/accions i la naturalesa del context social en què es produeixen.
L'evidència empírica de converses enregistrades i la microsociologia de l'emoció ha demostrat un interès particular per als estudiants del ritual d'interacció.